# Stegana acutangula
Stegana acutangula är en tvåvingeart som först beskrevs av Friedrich Georg Hendel 1913.  Stegana acutangula ingår i släktet Stegana och familjen daggflugor. Inga underarter finns listade i Catalogue of Life.